# Lafael Petroni
Lafael Petroni (São Carlos, 1918 - São Carlos, 19 de setembro de 2015) foi um engenheiro e professor emérito da Universidade de São Paulo.

## Obras
Projetou e executou um grande número de obras em sua cidade, destacando-se:
- a Catedral de São Carlos (foi engenheiro de projeto e de execução);
- o Bloco E-1 da EESC-USP;
- o Ginásio João Marigo Sobrinho;
- o Teatro Municipal de São Carlos (hoje reformado e descaracterizado);
- o Palácio Episcopal e seu anexo;
- a sede social do São Carlos Clube;
- a praça da rua XV de Novembro;
- o Estádio Luís Augusto de Oliveira (foi engenheiro de projeto e de execução);
- o Laticínios São Carlos;
- uma passagem superior e duas inferiores da Linha Tronco da Companhia Paulista;
- a Estação de Tratamento de Água do SAAE (coordenou os trabalhos de captação de grandes recursos financeiros na ocasião, envolvendo o governo federal e a USAID do governo americano).